# あいだ哲学
あいだ哲学（あいだてつがく、間哲学）は、〈あいだ〉に着目した哲学。あいだ哲学の理論には和辻哲郎の間柄論など幾つか存在するが、狭義には篠原資明により提唱されたものをさす。
篠原にとって〈あいだ〉とは、それ以上さかのぼれない究極のカテゴリーである。したがって、〈あいだ〉を問題にするには、〈あいだ〉で生起する交通様態から分析するほかない。その意味で、あいだ哲学の方法論的側面が、交通論といわれるのである。
交通様態としては、4つのものが想定されている。第一に、「単交通」、すなわち、一方通行的な交通。第二に、「双交通」、すなわち、双方向的な交通。第三に、「反交通」、すなわち、交通が遮断される様態。第四に、「異交通」、すなわち、たがいに異質性を保持しつつ、さらなる異質性を生成させる様態、である。なんであれ、問題とするものに関して、どのような〈あいだ〉が考えられ、そこにどのような交通様態が析出されるかを問う哲学、それが、あいだ哲学であり、交通論なのである。

## 関連文献
- 篠原資明『トランスエステティーク ー 芸術の交通論』1992、岩波書店
- 篠原資明『五感の芸術論』1995、未來社
- 篠原資明『言の葉の交通論』1995、五柳書院
- 篠原資明『まぶさび記』2002、弘文堂
- 篠原資明『現代芸術の交通論』編著、2005、丸善
- 篠原資明『ベルクソン ー 〈あいだ〉の哲学の視点から』2006年、岩波新書
- 篠原資明「あいだ哲学論考」（『いま〈哲学する〉ことへ』岩波講座哲学、第1巻）2008年、岩波書店
- 篠原資明「芸術の生成をめぐって」（『芸術／創造性の哲学』岩波講座哲学、第7巻）2008年、岩波書店
- 篠原資明『空海と日本思想』2012年、岩波新書
- 篠原資明『差異の王国 ー 美学講義』2013年、晃洋書房
- 篠原資明『まず美にたずねよ 風雅モダンへ』岩波書店、2015年
- 篠原資明『あいだ哲学者は語る ー どんな問いにも交通論』2018年、晃洋書房